# Bogusławice (gmina w województwie łódzkim)
Bogusławice (od 1953 Wolbórz) – dawna gmina wiejska istniejąca do 1953 roku w woj. łódzkim. Nazwa gminy pochodzi od wsi Bogusławice, lecz siedzibą władz gminy był Wolbórz.
Za Królestwa Polskiego gmina Bogusławice należała do powiatu piotrkowskiego w guberni piotrkowskiej. 31 maja 1870 do gminy przyłączono pozbawiony praw miejskich Wolbórz.
W okresie międzywojennym gmina Bogusławice należała do powiatu piotrkowskiego w woj. łódzkim. Po wojnie gmina zachowała przynależność administracyjną. Według stanu z dnia 1 lipca 1952 roku gmina składała się z 24 gromad: Baby, Białkowice, Bogusławice, Brudaki, Gazomia Nowa, Gazomia Stara, Komorniki, Kosów, Krzykowice, Kuznocin, Lubiatów, Młynary, Moszczenica, Polichno, Pomyków Podlesisko, Proszenie, Psary, Raciborowice, Rzeczków Szlachecki, Świątniki, Wola Moszczenicka, Wolbórz, Żarnowice i Żywocin.
21 września 1953 roku jednostka o nazwie gmina Bogusławice została zniesiona przez przemianowanie na gminę Wolbórz (w 1973 roku z części gminy Wolbórz wyodrębniono gminę Moszczenica).